# Xavier Zubiri
José Francisco Xavier Zubiri Apalategi (São Sebastião, País Basco, 4 de dezembro de 1898 — Madrid, 21 de dezembro de 1983) foi um filósofo espanhol. Membro da Escola de Madrid, foi discípulo de Ortega y Gasset e Martin Heidegger e professor de Ignacio Ellacuría.
A filosofia de Zubiri é de difícil classificação, embora seu núcleo possa ser entendido, em parte, como uma continuidade e tentativa de desenvolvimento do que foi preconizado (e posteriormente abandonado) por Heidegger em Ser e Tempo. De acordo com Eduardo Rivera, autor que conheceu Zubiri pessoalmente e se tornou o tradutor de Heidegger para o espanhol, o ponto de partida da filosofia de Zubiri é a investigação do Seyn que não é mais o ser projetado para o Dasein, mas sim seu sustento. A busca por este elemento é precisamente o ponto de partida de Zubiri.

## Biografia
Zubiri foi membro da Escola de Madrid, onde conviveu com filósofos como José Ortega y Gasset, Julián Marías e Pedro Laín Entralgo. A filosofia de Zubiri foi categorizada como um "materialismo realista", que tentou reformular a metafísica clássica sob uma perspectiva totalmente compatível com a ciência moderna.
Zubiri recebeu sua formação filosófica e teológica em Madrid e Roma. Durante a pós-graduação em Lovaina, aprofundou-se nos estudos fenomenológicos. Em 1929, o crescente interesse em fenomenologia fez Zubiri se mudar para Friburgo em Brisgóvia e abandonar seu cargo de professor em Madrid. Em Friburgo ele estudou com Edmund Husserl e Martin Heidegger. Em 1930, mudou-se para Berlim, onde estudou física, filologia e biologia. Lá, ele ficou hospedado em Harnack House, o que o permitiu socializar com pensadores importantes deste grande período de atividade acadêmica da República de Weimar. Zubiri manteve contato com Albert Einstein (com quem já havia conservado em Madrid, na Universidad Central, em 1923), Max Planck, Werner Jaeger, Erwin Schrödinger, entre outros.
Quando a guerra civil eclodiu em Espanha em 1936, Zubiri mudou-se para Paris. Lá, ele continuou tendo uma vida intelectual intensa, participando de cursos com Louis de Broglie, Frédéric Joliot, Irène Curie, Élie Cartan e Émile Benveniste, entre outros. Em 1939, pouco antes da França declarar guerra à Alemanha, Zubiri retornou à Espanha.

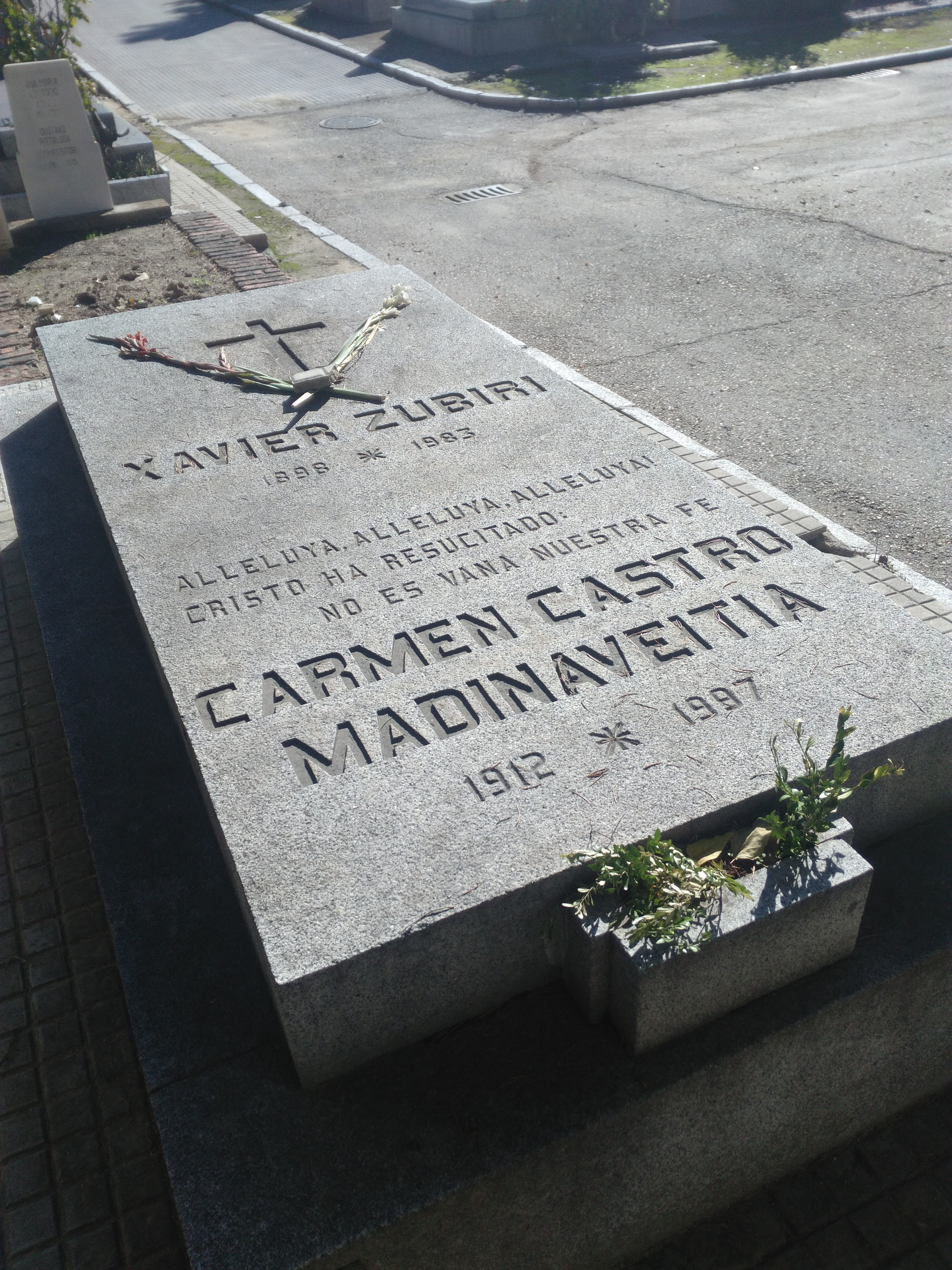
Túmulo de Xabier Zubiri e sua esposa no Cemitério Civil de Madrid

A despeito da intensa atividade intelectual que teve durante toda sua vida, Zubiri foi obrigado se demitir das posições acadêmicas formais, dada a falta de liberdade acadêmica durante a espanha franquista. No entanto conseguiu manter seu trabalho como um acadêmico, através do patrocínio de familiares e amigos. Zubiri foi um autor prolífico com aparições nas revistas espanholas Cruz y Raya e Revista de Ocidente. No entanto, após sua demissão das universidades espanholas, ele não publicou muitos artigos revisados por pares. Á época, o trabalho de Zubiri não foi bem recebido inicialmente nos ambientes acadêmicos estabelecidos na Espanha e isto se deu sobretudo pelo contexto político franquista. Entretanto seu relacionamento com estudiosos como Ignacio Ellacuría fez seu trabalho ser amplamente divulgado e conhecido na América Latina, onde os estudos acerca da filosofia de Zubiri tem se desenvolvido até os dias atuais. Recentemente, acadêmicos espanhóis começaram a reconhecer a importância do autor. Em 1979, o governo alemão o concedeu a Ordem do Mérito da República Federal da Alemanha.
Em 1983, já doente, Zubiri escreve O Homem e Deus, que não poderá terminar. faleceu em 21 de dezembro, em Madri. Seus discípulos, reunidos no Seminário Xavier Zubiri e, depois, na Fundación Xavier Zubiri, dão início à publicação de suas obras.

## Pensamento
Zubiri pretendia restabelecer a história sobre a junção da metafísica, onde Hegel a instalou, e de onde ela mais tarde foi resgatada por Dilthey, pelo próprio Heidegger e por Ortega. A respeito disso, Zubiri, mesmo compartilhando a ideia da historicidade da vida humana, ainda sublinha o risco do historicismo. Para o espanhol,  é preciso “chegar a uma ideia de ser que inclua a história”. Não se trata, porém, de um retorno à metafísica substancialista, cujos conceitos estáticos Heidegger e Ortega haviam criticado. Para Zubiri, precisamos incluir o histórico sem os riscos de dissolver a filosofia em historicismo.
Heidegger desempenha um papel fundamental para Zubiri, pois representa ao mesmo tempo um ponto de apoio e objetivo de transcendência, para a tentativa de elaboração de um "salto do tempo ao ser", na direção oposta à de Heidegger. Assim, Zubiri se propõe a fazer a virada metafísica do sentido da realidade no problema da história que, portanto, desempenha um papel fundamental no seu pensamento, ainda que não possa ser entendido à maneira hegeliana na medida em que se trata, ao contrário, de uma questão de abrir a metafísica transcendental ao dinamismo histórico da realidade.
Não por coincidência, seu aluno Ellacuría observou que "a realidade histórica é o objeto último da filosofia (de Zubiri) entendida como metafísica intramundana não apenas por seu caráter abrangente e totalizante, mas como a manifestação suprema da realidade".

### Legado
Quando comparada a de seus contemporâneos Husserl e Heidegger, a influência de Zubiri pode ser considerada modesta. Contudo, para além de sua influência decisiva em Ignacio Ellacuría, aluno de Zubiri e expoente da teologia da libertação, o pensamento zubiriano se faz notar em vários filósofos contemporâneos de origem espanhola e latina, sendo o mais proeminente Enrique Dussel. Além de Dussel, Antonio González Fernández na religião e na teoria social, e Diego Gracia Guillén na bioética são especialmente influenciados pelo pensamento de Zubiri.

## Obras publicadas
- Naturaleza, Historia, Dios 1942; 6 ed. 1974
- El hombre, realidad personal 1963
- El origen del hombre 1964
- Notas sobre la inteligencia humana 1966 - 1967
- La dimensión historica del ser humano 1973
- El hombre y su cuerpo 1974
- El problema teologal del hombre 1975
- El concepto descriptivo del tiempo 1976
- Respectividad de lo real 1979
- Inteligencia Sentiente: Inteligencia y Realidad 1980
- Prólogo a la traducción norteamericana de Naturaleza, Historia, Dios 1981
- Inteligencia Sentiente: Inteligencia y Logos 1982
- Reflexiones teológicas sobre la eucaristía 1981
- Inteligencia Sentiente: Inteligencia y Razón 1983
- ¿Qué es investigar?
- Problema Filosofico de la Historia de las Religion 1993
- Los problemas fundamentales de la Metafísica occidental 1994
- Tres dimensiones del ser humano: individual, social e histórica 1974
- El hombre y la verdad 1966
- El problema del mal 1964
- Cinco lecciones de filosofía 1963
- Acerca del mundo 1960
- Sobre la persona  1959
- El problema del hombre 1953-54
- Filosofía primera 1952-53
- Cuerpo y Alma  1950-51
- El espacio 1973
- Reflexiones filosóficas sobre lo estético 1975
- Sobre el tiempo 1970
- Sistema de lo real en la filosofía moderna 1970
- Acerca del mundo 1960
- Acerca de la voluntad 1961
- Estructura Dinamica de la Realidad 1961|1968
- Sobre El Sentimiento Y La Volicion 1961|1921-26
- Estructura de la metafísica 1961|1969
- Sobre la Esencia 1961|1963
- Espacio, Tiempo, Materia

### Em português
- Cinco Lições de Filosofia, É Realizações 2012
- Inteligência e Realidade, É Realizações 2013
- Inteligência e Logos, É Realizações 2013
- Inteligência e Razão, É Realizações 2013
- Natureza, História e Deus, É Realizações 2013